# Robin Chancellor
Robin Chancellor (eigentlich Robert Duff Chancellor; * 24. Oktober 1921 in London; † 27. Oktober 2010 in Chiang Mai, Thailand) war ein britischer Ornithologe und Naturschützer. Sein besonderes Interesse galt den Greifvögeln.

## Leben und Wirken
Chancellor war der jüngste Sohn von Lt. Col. Sir John Chancellor und dessen Ehefrau Mary Elisabeth Howard (1881–1971); sein älterer Bruder war der Journalist Christopher Chancellor (1904–1989). Sein Vater war von 1923 bis 1928 erster Gouverneur der britischen Kolonie Südrhodesien sowie von 1928 bis 1931 Oberbefehlshaber und Hochkommissar für Palästina und Transjordanien. Hier verbrachte Robin Chancellor einen Teil seiner Jugend. 
Seine Ausbildung erfolgte am Eton College und am Trinity College in Cambridge. Von 1974 bis 1978 war Chancellor Assistenz-Honorarsekretär (assistant honorary secretary) des International Council for Bird Preservation (heute BirdLife International) und anschließend übernahm er von Phyllis Barclay-Smith (1902–1980) die Position des Honorarsekretärs, die er bis 1987 innehielt. Von 1982 bis kurz vor seinem Tod war Chancellor Sekretär und Schatzmeister der World Working Group on Birds of Prey and Owls (WWGBP). 
In dieser Funktion war er Herausgeber und Mitherausgeber von sechs umfangreichen Werken, die für die verschiedenen Weltkonferenzen der WWGBP publiziert wurden. Die einzelnen Titel sind Raptors in the Modern World, 1989 (3. Weltkonferenz in Eilat, Israel), Raptor Conservation Today, 1994 (4. Weltkonferenz in Berlin), Eagle Studies, 1996 (verschiedene Adler-Konferenzen), Holarctic Birds of Prey, 1998 (Internationale Konferenz in Badajoz, Spanien), Raptors at Risk, 2000 (5. Weltkonferenz in Midrand, Südafrika) und Raptors Worldwide, 2004 (6. Weltkonferenz in Budapest, Ungarn). Durch seine kompetenten Deutsch- und Französisch-Kenntnisse war er in der Lage nicht-englisches Material ins Englische zu übersetzen. Von 1996 bis 2001 gehörte Chancellor zur Redaktionsleitung von Buteo (ISSN 1210-3535), einem Journal von tschechischen und slowakischen Arbeitsgruppen zum Schutz und zur Erforschung von Greifvögeln und Eulen. 
Von 2007 bis 2010 war er Redaktionsleiter des Slovak Raptor Journals (ISSN 1338-7227), das von Greifvögelschützern aus der Slowakei publiziert wird. Chancellor hatte ein besonderes Verhältnis zu Ungarn, das er häufig besuchte. 1982 wurde er Mitglied der Ungarischen Ornithologie- und Naturschutzgesellschaft (Magyar Madártani és Természetvédelmi Egyesület, MME) und er unterstützte ein Schutzprogramm für die Wiesenotter. 1986 nahm er an einer WWGBP-Expedition zur Erforschung des Javahaubenadlers (Spizaetus bartelsi) teil. 
Chancellor verbrachte viel Zeit in Afrika mit dem Ornithologen Leslie H. Brown. Ferner unternahm er Expeditionen nach Lettland, in die Türkei, nach Sambia, Südafrika, Namibia und Indonesien. Die letzten Jahre seines Lebens wohnte er in Thailand, wo er am 27. Oktober 2010 verstarb. Seine Asche wurde zurück nach Großbritannien gebracht und kam auf den Friedhof von Stoke Bruerne, South Northamptonshire.

## Werke (Auswahl)
- World Conference on Birds of Prey, Vienna, 1.–3. October 1975. Report of Proceedings, 1977
- Adult Learners on Campus, 1977
- Raptors in the Modern World, 1989
- Raptor Conservation Today, 1994
- Eagle Studies, 1996
- Holarctic Birds of Prey, 1998
- Raptors at Risk, 2000
- Raptors Worldwide, 2004